# Creel
Creel er en landsby i delstaten Chihuahua i Mexico. Den ligger i Bocoyna kommune Sierra Tarahumara, som er en del  af bjergkæden Vestlige Sierra Madre, 175 kilometer sydvest for delstatshovedstaden. Creel havde 5 338 indbyggere i 2005. Landsbyen blev grundlagt 26. maj 1907.
Creel er et populært turistmål, både på grund af, at den dels ligger langs Chihuahua–Stillehavs-jernbanelinjen, og dels liggeer i nærheden af området for  naturperler som Barrancas del Cobre og Cascada de Basaseachi. I 2007 fik landsbyen status som Pueblo Mágico.

## Demografi
| Creels indbyggertal |            |
| År                  | Indbyggere |
| 1921                | 405        |
| 1930                | 561        |
| 1940                | 387        |
| 1950                | 831        |
| 1960                | 1 500      |
| 1970                | 2 449      |
| 1980                | 2 188      |
| 1990                | 3 063      |
| 1995                | 3 904      |
| 2000                | 4 613      |
| 2005                | 5 338      |